# Amtmannshaus (Greetsiel)

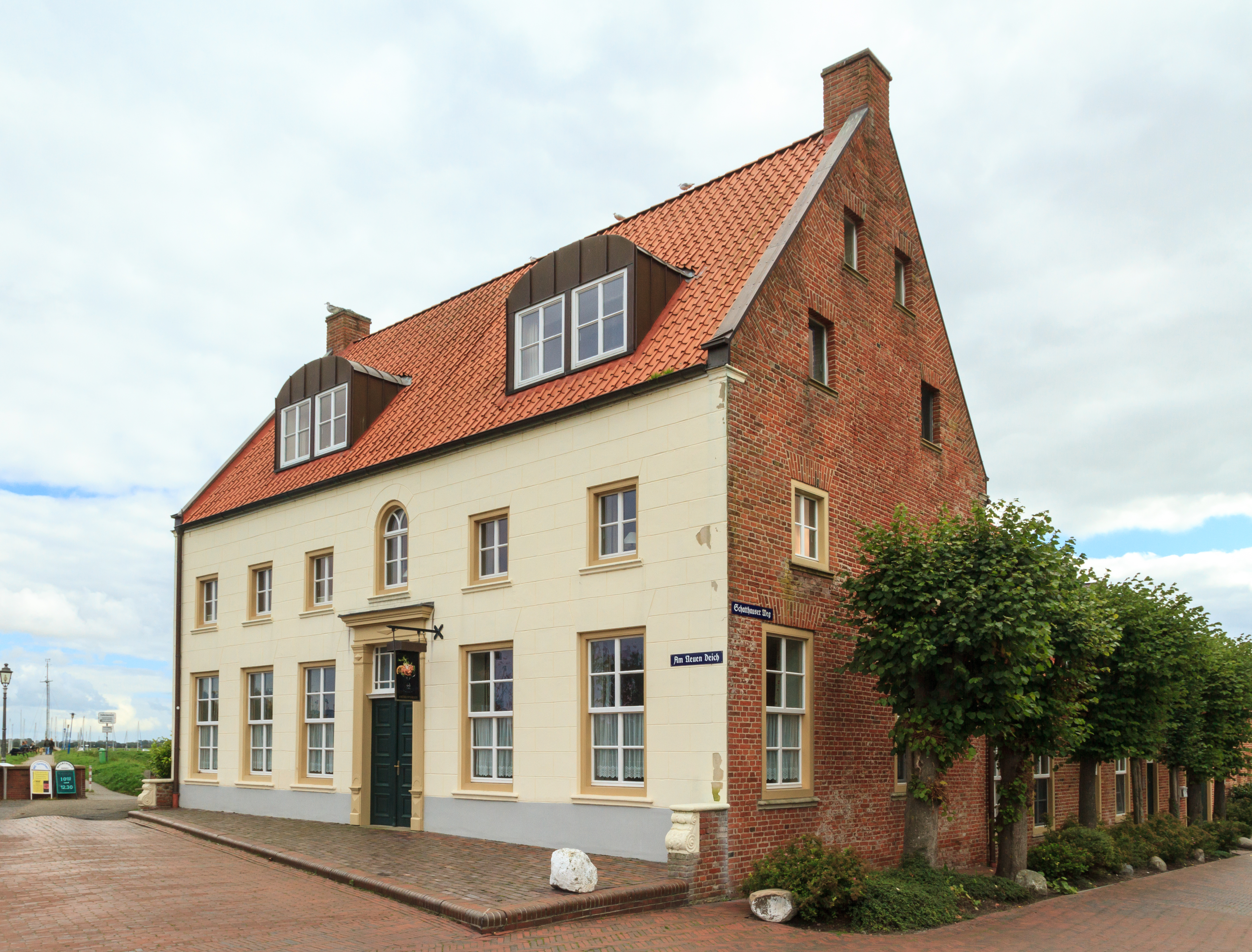
Das Amtmannshaus

Das Amtmannshaus ist ein denkmalgeschütztes Gebäude in Greetsiel, einem Ortsteil der ostfriesischen Gemeinde Krummhörn.

## Baubeschreibung
Das Amtmannshaus ist ein zum Hafen orientierter, traufständiger zweigeschossiger Putzbau. Er hat Ähnlichkeit mit einem Kreuzelwerk. Im Norden schließt sich ein zum Teil zu Wohnzwecken umgebauter Wirtschaftsteil an.

## Geschichte

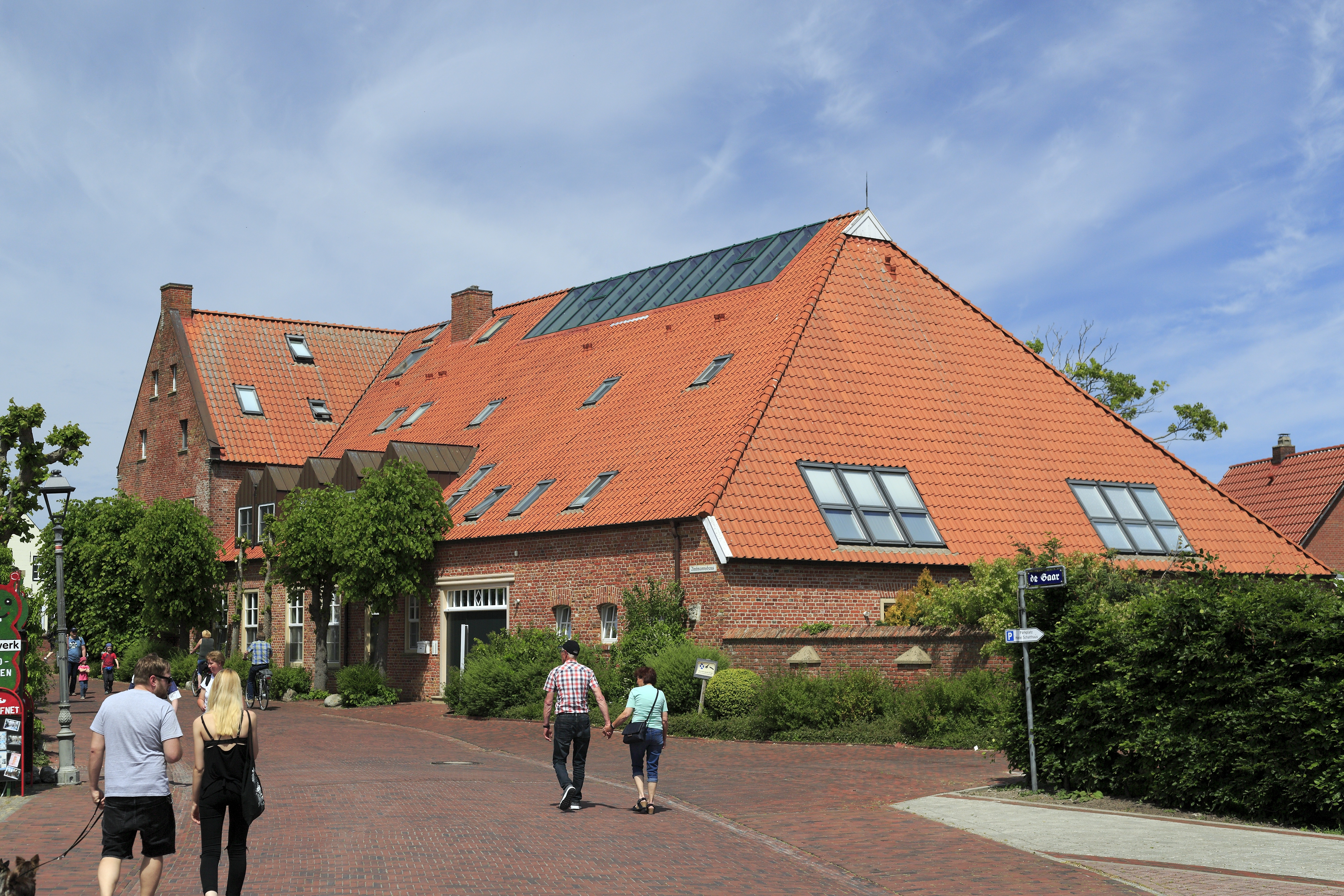
Die Gulfscheune

Wann das Amtmannshaus errichtet wurde, ist unklar. Um 1780 wurde an das zweigeschossige Vorderhaus eine Gulfscheune errichtet. Im 19. Jahrhundert wurde das Gebäude weitgehend erneuert, ist im Kern aber älter.  Bei der Renovierung  wurde die innere Gebäudestruktur erneuert, die Giebel blieben jedoch erhalten oder wurden in ihrer alten Form erneuert. Sie werden aufgrund ihrer typischen Bauweise auf das 16. und 17. Jahrhundert datiert.  Bei der jüngsten Renovierung im Jahre 2001 wurde das äußere Erscheinungsbild des Hauses und der zugehörigen Gulfscheune durch moderne Dachgauben erheblich verändert. Das Gebäude ist seit dem 19. Jahrhundert im Privatbesitz.